# Plummer Glacier
Plummer Glacier är en glaciär i Antarktis. Den ligger i Västantarktis. Chile gör anspråk på området. Plummer Glacier ligger 677 meter över havet.
Terrängen runt Plummer Glacier är kuperad åt sydväst, men åt nordost är den platt. Trakten är obefolkad. Det finns inga samhällen i närheten. 